# هواردیت
هواردیت‌ها (انگلیسی: Howardite) از شهاب‌سنگ‌های اکندریتی هستند که از سطح سیارک ۴ وستا سرچشمه می‌گیرند و به این ترتیب بخشی از خانوادهٔ شهاب‌سنگ‌های اچ‌ئی‌دی هستند.حدود ۲۰۰ عضو مشخص از آن وجود دارد.